# Всехсвятский собор (Кирово-Чепецк)
Це́рковь Всех Святы́х, в земле́ Российской просия́вших (Всехсвя́тский собо́р) — православный храм в городе Кирово-Чепецке Кировской области, главный храм Кирово-Чепецкого благочиния Вятской епархии Русской православной церкви.

## История

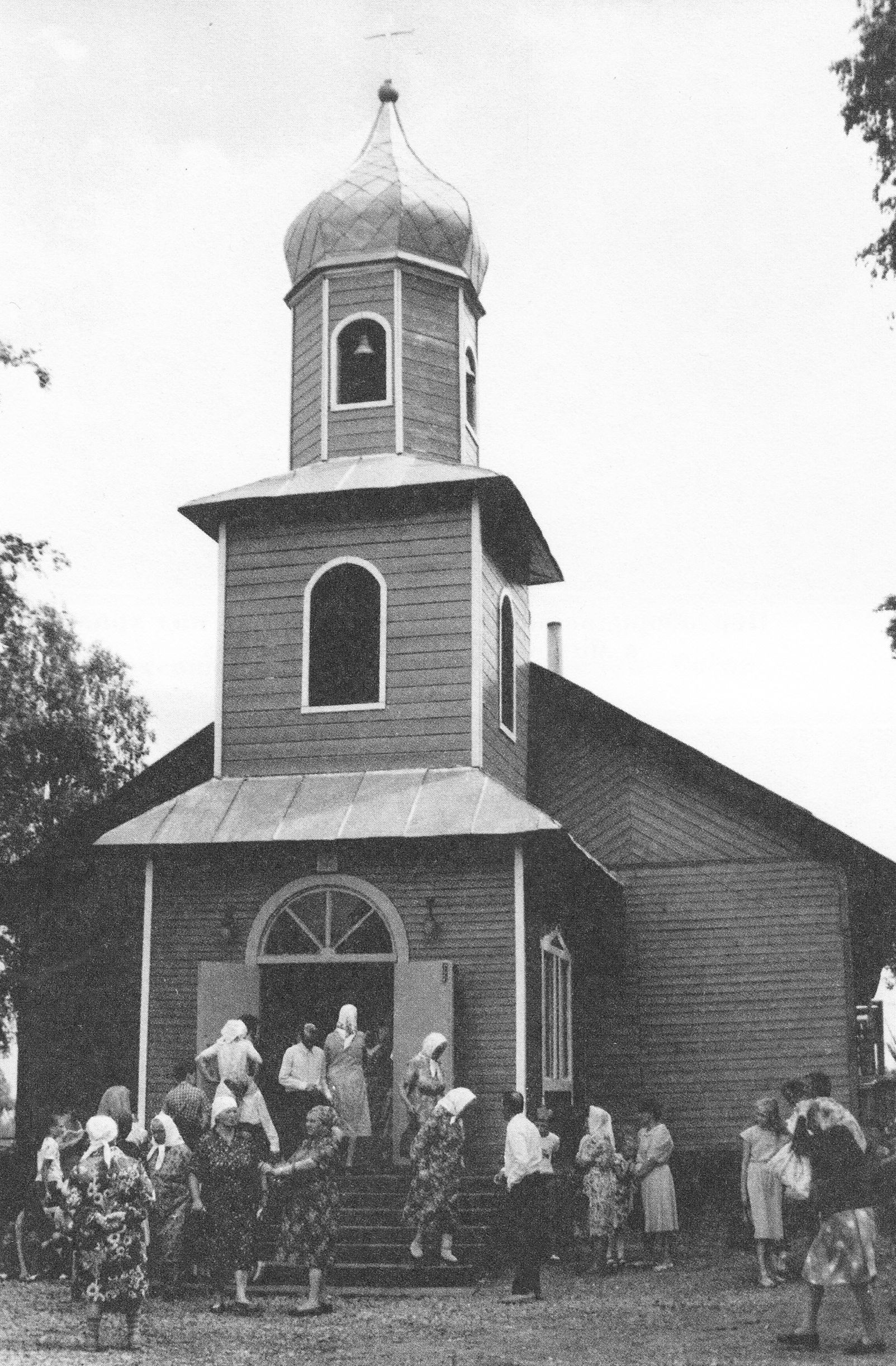
Деревянная Всехсвятская церковь (1993 год)

Община прихода церкви Всех Святых, в земле Российской просиявших, была образована в год тысячелетия Крещения Руси. Обращение в горисполком от верующих жителей города о регистрации православной общины состоялось 25 февраля 1988. Положительное решение о её регистрации и отводе земельного участка под расположение церкви было принято только после вмешательства Совета по делам религий при СМ СССР. 18 августа 1988 настоятель храма протоиерей Николай Федько обратился к епископу Вятскому и Слободскому Хрисанфу о благословении «совершения малого освящения и служение молебнов и панихид» в здании, реконструируемом из жилого деревянного барака, расположенном на окраине города. Благословение вскоре было получено, а 11 декабря во Всехсвятской церкви была совершена первая Божественная Литургия. 2 июля 1989 на крутом берегу реки Вятки, вблизи места нахождения разрушенной в 1930-е годы сельской церкви Рождества Пресвятой Богородицы состоялась закладка каменного храма. 11 марта 1993 на строящемся храме был установлен первый (центральный) купол.
3 октября 1994 года Кирово-Чепецк с пастырским визитом посетил Патриарх Московский и всея Руси Алексий Второй, поднявшийся на строящийся храм, и выступивший с амвона действовавшей деревянной церкви со словами:
С этого малого храма возродилась религиозная жизнь в городе. Здесь и по сей день в стесненных условиях вы собираетесь на молитву. Теперь вы поставили перед собой задачу построить новый храм. Храмы на Руси всегда возводились всем миром, и это почиталось святым делом. Я от души желаю, чтобы помощь Божия сопутствовала вам.
Храм двухэтажный, двухпрестольный. Престол нижнего храма освящён в июне 1997 года в честь Рождества Пресвятой Богородицы, в память о существовавшей в селе Усть-Чепца Рождественско-Богородицкой церкви, от которой сохранился храмовый образ Рождества Богородицы. Верхний храм освящён в честь Всех святых, в земле Российской просиявших. В 2000 году в нём была отслужена первая Пасхальная вечеря, в 2001 году, в канун праздника Рождества Христова, — первая Божественная литургия.
Строительные работы были завершены в 2002 году поднятием на колокольню колокола-благовеста.
В настоящее время в храме происходит роспись сводов и стен. На месте первоначального нахождения разобранной в 2006 году деревянной церкви строится новый храм во имя Святого Благоверного князя Александра Невского.

## Архитектура и убранство
Двухэтажный каменный храм, число куполов — 11, высота главного купола — 35 метров, он увенчан 4-метровым крестом весом 4 тонны. Высота звонницы — 47 метров (с крестом — 54 метра), колокол-благовест весом 85 пудов поднят 3 декабря 2002 года (отлит на Кировском заводе обработки цветных металлов).

## Святыни и иконы
В нижнем храме находятся две иконы с частицами мощей — архиепископа Луки и преподобномученика Кукши Печерского, а также чудотворная Казанская икона Божией Матери, которая прославилась в городе помощью тем, кто не мог родить детей.
В иконостасе нижнего храма — единственная в епархии икона Собора вятских святых.
В верхнем храме находится единственная в Русской Православной Церкви Вятская икона Пресвятой Богородицы.

## Престольные праздники
Престольный праздник нижнего храма — 8 (21) сентября (Рождество Пресвятой Богородицы).
Престольный праздник верхнего храма — второе воскресение по Пятидесятнице. (Собор всех святых, в земле Русской просиявших).

## Воскресная школа

### Приходское образование в Усть-Чепце

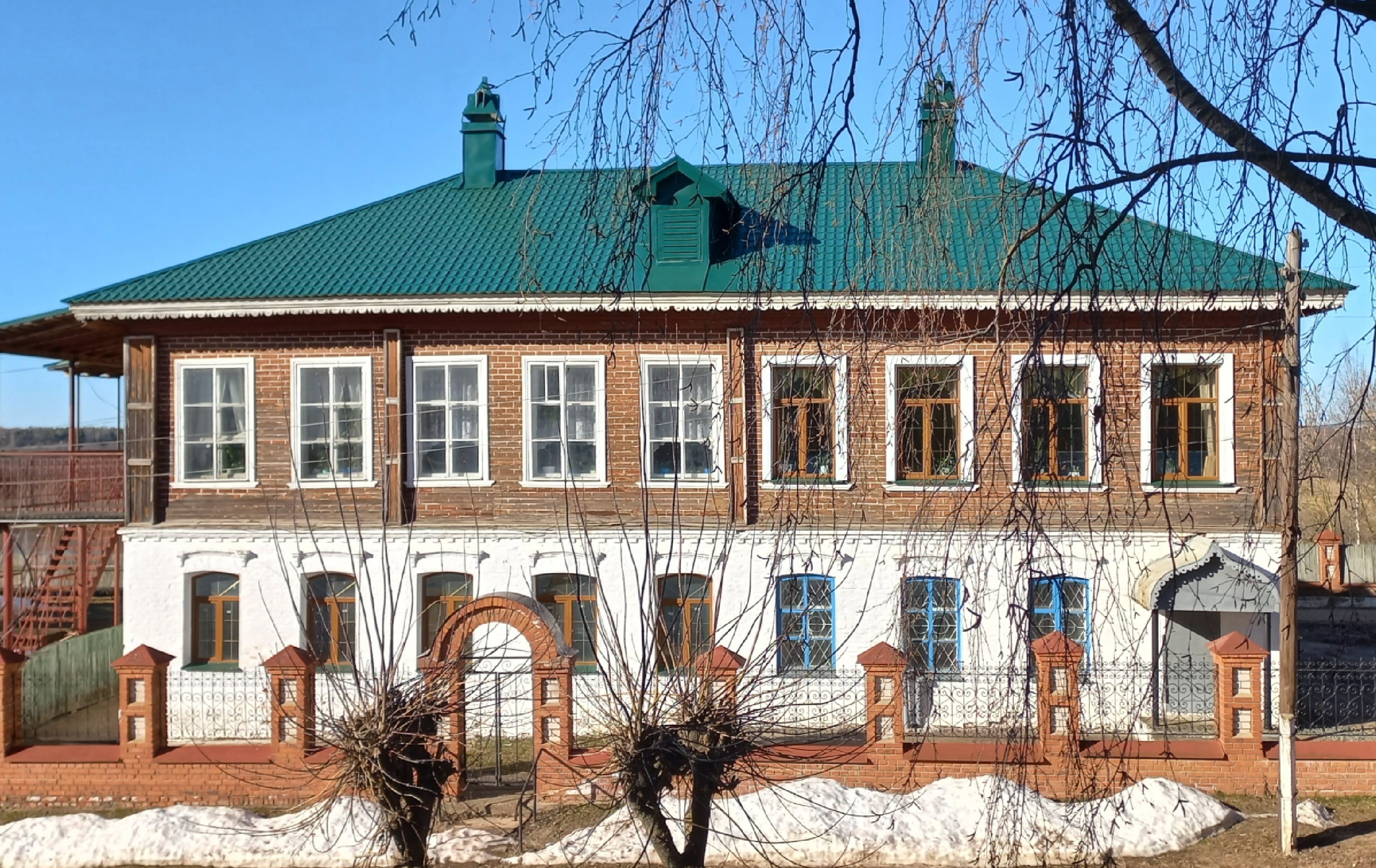
Воскресная школа

20 марта 1838 года при Богородицкой церкви села Усть-Чепецкое открылось начальное приходское училище. В 1867 году решением вятского земства ему на смену открыли мужское начальное народное училище, а годом позже — и женское.
1 сентября 1885 года в дополнение к земским народным училищам в селе была открыта находящаяся в юрисдикции Святейшего Правительствующего Синода церковно-приходская школа, для которой в 1904 году построили двухэтажное полукаменное здание рядом с Рождественско-Богородицкой церковью. С детьми занимались священник Михаил Сивков, дьякон Матвей Васнецов и псаломщик Павел Луппов.
В начале XX века в этих трёх учебных заведениях обучалось около 200 учеников. После установления советской власти система церковных школ была ликвидирована Постановлением СНК от 24 декабря 1917 года «О передаче дела воспитания и образования из духовного ведомства в ведение народного комиссариата по просвещению».

### Создание воскресной школы
В 1990 году настоятель Всехсвятского храма иерей Николай Федько смог возродить традицию духовного образования. 1 октября состоялся праздничный молебен по случаю начала первого учебного года в первой в Вятской епархии воскресной школе. Ожидалось, что в школу придут 70 детей, но пришло вдвое больше. Педагогический коллектив во главе с Владимиром Александровичем Дубовцевым не остановили ни часто негативное отношение к школе, ни отсутствие помещения и специальной подготовки преподавателей или методических материалов.
Первый учебный год занятия проходили в детской художественной школе. Затем горсовет передал церкви сохранившееся здание, построенное в 1904 году для церковно-приходской школы.
В октябре 1994 года школу посетил Патриарх Московский и всея Руси Алексий II. В своём выступлении он сказал:
Во время поездок по епархиям всегда стараюсь посетить церковно-приходские и воскресные школы, чтобы увидеть одухотворённые детские лица и вновь проникнуться надеждой и верой в то, что это поколение мы не потеряем.
В настоящее время обучение осуществляется по трём разделам: дети с 5 лет; подростки; взрослые (возраст не ограничен).

## Церковь в честь иконы Божией Матери «Всех скорбящих радость»
Священники Всехсвятского храма окормляют домовую церковь в Кирово-Чепецком доме-интернате для престарелых и инвалидов, освящённую в честь иконы Божией Матери «Всех Скорбящих Радость».

## Настоятели храма

### Протоиерей Николай Федько
Никола́й Ива́нович Федько́ (укр. Микола Іванович Федько, 9 мая 1958, Либохора, Турковский район, Львовская область, Украинская ССР — 21 сентября 2013, Кирово-Чепецк, Кировская область).
С момента создания церковной общины и освящения престола нового храма в год 1000-летие крещения Руси вплоть до своей кончины, последовавшей в 2013 году, настоятелем являлся Николай Иванович Федько. Решением Кирово-Чепецкой городской Думы от 26 мая 2010 года № 7/54 за свои труды был удостоен почётного звания Почётного гражданина города Кирово-Чепецка. В память об отце Николае в 2015 году издана книга воспоминаний и материалов.

### Иерей Виталий Лапшин
Вита́лий Алекса́ндрович Лапши́н (род. 7 июня 1986, Хабаровск, Хабаровский край, РСФСР).
25 сентября 2013 года указом митрополита Вятского и Слободского Марка настоятелем Всехсвятского храма был назначен иерей Виталий Лапшин. Виталий Лапшин родился 7 июня 1986 года в городе Хабаровске. C 10 лет был иподиаконом архиепископа Марка. Виталий сопровождал владыку Марка во время его архипастырских поездок в местах служения: по Хабаровской и Приамурской, Южно-Сахалинской и Курильской и Анадырской и Чукотской епархиям. После окончания Московской духовной семинарии поступил в духовную академию; во время учёбы пел в руководимом архимандритом Матфеем братском хоре Свято-Троицкой Сергиевой лавры. 6 марта 2011 года в Спасо-Преображенском кафедральном соборе города Хабаровска архиепископом Марком он был рукоположён в сан диакона, 13 июня 2011 года — в сан иерея. 25 января 2012 года иерей Виталий Лапшин был назначен на должность секретаря Вятской епархии, с осени 2012 года является настоятелем храма Веры, Надежды, Любви и матери их Софии в городе Кирове.

### Иерей Михаил Красовский
Михаил Валерьевич Красовский (род. в Кирове, Кировская область).
31 мая 2023 года настоятелем  и председатель приходского совета стал иерей Михаил Красовский, уроженец Кирова. В 2019 году диакон закончил Вятской Духовное училище, поступил в Нижегородскую Духовную семинарию. 6 января 2019 года, в храме Рождества Христова города Слободского иподиакон Михаил Красовский был рукоположен во диакона, а 23 февраля 2020 года в том же храме митрополит Вятский и Слободской Марк совершил хиротонию клирика храма Великомученика и целителя Пантелеимона города Кирова диакона Михаила Красовского во пресвитера. Являясь алтарником, возглавил приходское молодёжное объединение, принимает активное участие в организации добровольческих и социальных молодёжных проектов Вятской епархии.